# Фельдман, Яков Лазаревич
Я́ков Ла́заревич Фе́льдман (псевдоним Я. Ф. Эльдман; 1884, Одесса — 30 ноября 1950, Москва) — русский и советский композитор, дирижёр, куплетист, автор таких романсов как «Ямщик, не гони лошадей», «Если б знал ты, родной», «Камин потух».

## Биография
Родился в Одессе,в еврейской семье. С детства занимался музыкой. После окончания музыкальной школы П. С. Столярского в 1906 году работал вторым дирижёром ряда оркестров, а также выступал как пианист и хормейстер. В 1912 году переехал в Воронеж, где стал руководить оркестром варьете «Бристоль». В январе 1913 года познакомился с певицей Агриппиной Сергеевной Гранской, впоследствии ставшей его женой.
В 1913 году в харьковском издательском доме Е. Горбунова «Прогрессивные новости» были изданы романсы Якова Фельдмана «Спи ненаглядный», «Я молчу», «Скала» и «Эти розы», с посвящением каждого их исполнительнице А. С. Гранской.
В 1914 году в ответ на романс «Гони, ямщик!» В. Семёнова написал собственный романс «Ямщик, не гони лошадей», на слова Николая Фон-Риттера. Романс был посвящён А. С. Гранской, которая и стала его первой исполнительницей; аккомпанировал ей сам композитор. В том же 1914 году этот романс был опубликован петроградским издательством Н. Х. Давингофа под номером 452 в серии «Цыганская жизнь». В том же году песня была записана Марией Эмской на фирме «Экстрафон», В. Шумским на киевской фирме «Зонофон», Наталией Тамарой на столичной фирме «Пишущий Амур» и Юрием Морфесси. В 1916 году вышли записи романса в исполнении А. Брагина («Экстрафон»), М. Д. Ксендзовского («Граммофон») и Сени Садовникова. Уже в 1916 году появились и первые пародии на романс «Ямщик, не гони лошадей». В феврале 1916 года романс был экранизирован режиссёром Евгением Бауэром по сценарию А. А. Ханжонкова, с Н. А. Тэффи и И. Н. Перестиани в главных ролях.
В 1915 и 1916 годах опубликовал ещё ряд романсов, в том числе «Камин потух» (на стихи Н. Фон-Риттера), «Зацелуй мои очи бессонные» (на стихи Ю. Скорбного), «Встречи случайные, встречи минутные» (на слова А. Гассельблата) и другие.
Яков Фельдман и Агриппина Гранская начали гастролировать как самостоятельный дуэт, и решительно везде их принимали на ура. Они обосновались в Москве, однако приспособиться к обновленной действительности так и не смогли. В Москве они встретились с серьезными трудностями. В 1925 году Агриппина Гранская тяжело заболела и умерла. Фельдман пережил ее на четверть века: работал в разных городах музыкантом, дирижером, но выше прежней славы подняться уже не смог. "Ямщик, не гони лошадей!" так и остался его звездным романсом. Хотя еще в 1920 году его исполнение запретили как явление, несовместимое с идеалами коммунизма, вычеркнули из всех репертуаров. Однако "Ямщик" выжил наперекор всем властям.
После смерти жены в 1925 году жил в Москве, где в том же году опубликовал серию последних романсов.
В годы войны 1941—1945 годов работал дирижёром Куйбышевского объединённого театра оперы, балета и музкомедии.
Умер Я. Л. Фельдман в 1950 году, похоронен в некрополе Донского монастыря. Надгробный памятник долгое время находился в аварийном состоянии, а в феврале 2014 года его лицевая часть полностью обрушилась. Летом 2014 года надгробие восстановлено.

## Произведения
- «Белые ночи» (слова И. Мандражи)
- «Ванька» (слова Эпикура)
- «Вдаль беги, волна!» (слова К. Подревского)
- «Вечерний час» (слова Оскара Фадеева)
- «В минуту ревности»
- «Вражья сила» (слова Николая Коварского)
- «В разгаре бала» (слова Валериана Легат)
- «Встречи случайные, встречи минутные» (слова А. Гассельблата)
- «Голубые очи»
- «Гроза и розы»
- «Девушка с шарманкой» (слова Ю. Скорбного)
- «Если б знал ты, родной» (слова Инны Мандражи)
- «Жёнка, жёнушка чужая» («Ванька»; слова Эпикура)
- «Завтра снова ночь придёт» (слова Е. Белогорской)
- «Залив Донегал» (слова О. Осенина)
- «Зацелуй мои очи бессонные» (слова Ю. Скорбного)
- «Идёт пехота» (слова П. Троицкого)
- «Как янтарь, вино горит» (слова Н. Фон-Риттера)
- «Камин потух» (слова Н. Фон-Риттера)
- «Катя-Катерина» (1916)
- «Когда вас нет» (слова К. Драгомирова-Дризо)
- «Лейся, лейся, милое вино»
- «Любви уж нет следа» (слова Я. Л. Фельдмана)
- «Моя улыбка» (слова Д. Гутмана)
- «Мы выпили до дна» (слова С. Стивинского)
- «Мы с тобой навек разлучены» (слова К. Подревского)
- «Мы с тобой цыгане» (слова Константина Подревского)
- «Не вернётся любовь, не вернётся весна» (слова Н. Коварского)
- «Не верь моим глазам» (слова Н. Смагиной)
- «Не вспоминай тот день» (слова Юрия Скорбного)
- «Не замолчу!»
- «Не рыдай, позабудь огорченья» (слова И. Мандражи)
- «Одно лишь только слово» (слова К. Н. Подревского)
- «Осенняя песнь»
- «Осыпаются белые розы…» (слова Льва Дризо)
- «Паровозные гудки» (слова О. Осенина)
- «Первый снег» (слова О. Осенина)
- «Пожми мне руку на прощанье!» (слова Насти Смагиной)
- «Пока ты мой» (слова Николая Коварского)
- «Пора уйти» (слова О. Осенина)
- «Прощай, мой ребёнок прелестный» (слова К. Драгомирова-Дризо)
- «Разбитая кукла» (слова И. Мандражи)
- «Рассвет» (вальс)
- «Ровно в полночь» (слова Г. Раздольского, Д. Раскатова)
- «Сегодня буду день последний ждать» (слова О. Осенина)
- «Сердце уснуло и сказке конец» (слова Н. Коварского)
- «Серая кепка и красный платок» (слова Константина Подревского)
- «Скала» (баллада, слова В. Тарноградского)
- «Спи ненаглядный» (колыбельная, слова Н. З-ной)
- «Старый Лейзер» (эпизод из великой войны, слова Н. Коварского)
- «Там позади» (слова Оскара Осенина)
- «Тропинка»
- «Услышь меня, мой ангел»
- «Эти розы» (слова О. Яковлева)
- «Эх, лапти мои» (слова Николая Коварского)
- «Я буду молча целовать» (слова Л. Г. Печорина)
- «Я молчу» (слова Л. Андрусона)
- «Ямщик не гони лошадей» (слова Н. Фон-Риттера, 1914)
- «Я снова одна» (слова Н. Коварского)
- «Я хочу умереть не любя» (слова Л. Г. Печорина)

## Публикации
- Яков Фельдман, Н. Фон-Риттер. Ямщик, не гони лошадей. Серия «Цыганская жизнь». — СПб: Издатель Н. Х. Давингоф, 1914. — 4 с.
- Яков Фельдман, Н. Фон-Риттер. Камин потух. Романс. — Издатель Н. Х. Давингоф, 1915. — 6 с.
- Яков Фельдман, Ю. Скорбный. Зацелуй мои очи бессонные. Романс. — Издатель Н. Х. Давингоф, 1915. — 6 с.
- Я. Л. Фельдман. Камин потух. Романсы и песни. Серия «Цыганская жизнь № 6». — Издатель Н. Х. Давингоф, 1916. — 4 с.
- Я. Л. Фельдман. Жёнка, жёнушка чужая. Ванька. Серия «Цыганская жизнь № 453». — Издатель Н. Х. Давингоф, 1916.
- Яков Фельдман, Инна Мандража. Если б знал ты, родной. Романс. — Издатель Н. Х. Давингоф, 1916. — 6 с.
- Я. Л. Фельдман. Я хочу умереть не любя. Романс для голоса с фортепиано d.1—e.2. Слова Л. Г. Печорина. Харьков: Издательство музыкального магазина торгового дома Е. Горбунов, 1916.
- Я. Л. Фельдман. Я буду молча целовать. Романс для голоса с фортепиано c.1—des.2. Слова Л. Г. Печорина. М.: А. Гун, 1916.
- Я. Л. Фельдман. Встречи случайные, встречи минутные. Слова А. Гассельблата. Харьков: Склад издательства музыкального магазина торгового дома Е. В. Горбунова «Музыкальные новости», 1916.
- Я. Ф. Эльдман. Тропинка. Оригинальная песенка для голоса с фортепиано dis.1—e.2. Слова Л. Г. Печорина. Харьков, б.г.
- Я. Л. Фельдман. Когда вас нет! Романс для голоса с фортепиано c.1—g.2. Слова К. Драгомирова-Дризо. Харьков: Музыкальные новости, б.г.
- Я. Л. Фельдман. Прощай, мой ребёнок прелестный. Романс для голоса с фортепиано b—es.2. Слова К. Драгомирова-Дризо. Петроград: Н. Х. Давингоф, б.г.
- Нотное издание. Сл. К. Подревского. Муз. Я. Л. Фельдмана. М., изд. автора, 1925 (Из воспоминаний об одесском сезоне). Посвящ. 3. Л. Светлановой. Реп. — её же[8].
- Нотное издание. Сл. А. Гассельблата. Муз. Я. Л. Фельдмана. — М., изд. автора, 1926. Посвящается А. С. Гранской[8].
- Я. Л. Фельдман. Пора уйти. Романс для голоса с фортепиано c.1—es.2. Слова Оскара Осенина. М., 1925.
- Я. Л. Фельдман. Залив Донегал. Для голоса с сопровождением фортепиано. B—des.2 Слова Оскара Осенина. М.: Типо-Литография издательства газеты «Безбожник», 1925.
- Я. Л. Фельдман. Пожми мне руку на прощанье. Слова Анастасии Смагиной. М., 1925.
- Я. Л. Фельдман. Одно лишь только слово. Слова К. Н. Подревского. М., 1925.

## Пластинки
- Оркестр балалаек Скрябина. Дата записи: 20-11-1928. 74717 Russe. Yamstchik. Ямщикъ не гони лошадей. Chanson Tzigane. Orchestre balalaïki. A.DE SCRIABINE. 19096. Simonavia.
- Jamszczyk Piosenka rosyjska Ork. bałałaek Skrjabina 19096 6472
- Сегодня буду день послѢдній ждать. Цыганскій романсъ, муз. Я.Фельдмана. Исп. ПЕТРЪ ЛЕЩЕНКО, баритонъ. Капелла г. Добринъ
- Ямщикъ, Не Гони Лошадей (Yamshtchik, Nie Goni Loshadei) Folk Song — Orch. Accomp. N. Nazaroff, Tennor
- Mujer no te debo querer. (Carlos M.Baena y Adapt de Auli). Canson popular rusa. Marcos Redondo acomp. Orquesta de Balalaikas 184.308 b
- Ямщикъ, не гони лошадей. Романсъ, Фельдманъ Н. И.ТАМАРА, съ акк. рояля.
- Russian Mezzo-Soprano Не замолчу, цыг.ром., Фельмана. Н. И. Тамара. G.C.-2-23569
- Ямщикъ не гони лошадей Lass Kutscher die Rappen nur geh’n. Russische Zigeuner-Romanze (Feldman). Nikola Melnikoff. m. Efim Scachmeister’s Jazz-Symphonie-Orchester
- Ямщикъ, не гони лошадей (Фельдманъ) В. Д. Шумскій. № 24021